# EFAF Atlantic Cup 2011
La EFAF Atlantic Cup 2011 è stata la terza edizione dell'omonimo torneo, disputata nel 2011. È stata organizzata dalla EFAF.
Ha avuto inizio il 25 giugno e si è conclusa il giorno seguente con la finale di Lussemburgo vinta per 47-2 dagli olandesi Lelystad Commanders sui belgi West Vlaanderen Tribes.
Al campionato hanno preso parte 4 squadre. In seguito al ritiro dei Dublin Rebels sono stati ammessi alla competizione i Brussels Tigers.

## Squadre partecipanti
| Club                   | Città     | Stadio | Sponsor ufficiale | Risultato nella stagione 2010         |
| ---------------------- | --------- | ------ | ----------------- | ------------------------------------- |
| Brussels Tigers        | Bruxelles |        |                   | Vicecampioni del Belgio               |
| Dublin Rebels          | Dublino   |        |                   | Campioni d'Irlanda                    |
| Lelystad Commanders    | Lelystad  |        |                   |                                       |
| Dudelange Dragons      | Dudelange |        |                   | Quarti di finale del campionato belga |
| West Vlaanderen Tribes | Izegem    |        |                   | Campioni del Belgio                   |

## Tabellone
|  | Semifinali             | Semifinali             | Semifinali             |                        |                     | Finale               | Finale               | Finale               |  |
|  |                        |                        |                        |                        |                     |                      |                      |                      |  |
|  | Lelystad Commanders    | Lelystad Commanders    | 44                     |                        |                     |                      |                      |                      |  |
|  | Lelystad Commanders    | Lelystad Commanders    | 44                     |                        |                     |                      |                      |                      |  |
|  | Dudelange Dragons      | Dudelange Dragons      | 0                      |                        |                     |                      |                      |                      |  |
|  | Dudelange Dragons      | Dudelange Dragons      | 0                      |                        | Lelystad Commanders | Lelystad Commanders  | 47                   |                      |  |
|  |                        |                        |                        |                        | Lelystad Commanders | Lelystad Commanders  | 47                   |                      |  |
|  |                        |                        | West Vlaanderen Tribes | West Vlaanderen Tribes | 2                   |                      |                      |                      |  |
|  | West Vlaanderen Tribes | West Vlaanderen Tribes | West Vlaanderen Tribes | West Vlaanderen Tribes | 2                   | 12                   |                      |                      |  |
|  | West Vlaanderen Tribes | West Vlaanderen Tribes |                        |                        |                     | 12                   |                      |                      |  |
|  | Brussels Tigers        | Brussels Tigers        | 6                      |                        |                     | Finale 3º - 4º posto | Finale 3º - 4º posto | Finale 3º - 4º posto |  |
|  | Brussels Tigers        | Brussels Tigers        | 6                      |                        |                     |                      |                      |                      |  |
|  |                        |                        |                        |                        |                     |                      |                      |                      |  |
|  |                        |                        |                        |                        |                     | Brussels Tigers      | Brussels Tigers      | 30                   |  |
|  |                        |                        |                        |                        |                     | Brussels Tigers      | Brussels Tigers      | 30                   |  |
|  |                        |                        |                        |                        |                     | Dudelange Dragons    | Dudelange Dragons    | 14                   |  |

## Calendario

### Semifinali
| Lussemburgo 25 giugno 2011 | West Vlaanderen Tribes | 12 – 6 | Brussels Tigers |  |

| Lussemburgo 25 giugno 2011 | Lelystad Commanders | 44 – 0 | Dudelange Dragons |  |

### Finale 3º - 4º posto
| Lussemburgo 26 giugno 2011 | Brussels Tigers | 30 – 14 | Dudelange Dragons |  |

### Finale
| Lussemburgo 26 giugno 2011 | Lelystad Commanders | 47 – 2 | West Vlaanderen Tribes |  |

## Classifica
La classifica finale è la seguente:
- PCT = percentuale di vittorie, G = partite giocate, V = partite vinte, P = partite perse, PF = punti fatti, PS = punti subiti
- La vittoria finale è indicata in verde

| Pos. | Squadra                | %V    | G | V | P | PF | PS |
| ---- | ---------------------- | ----- | - | - | - | -- | -- |
| 1    | Lelystad Commanders    | 1.000 | 2 | 2 | 0 | 91 | 2  |
| 2    | West Vlaanderen Tribes | .667  | 2 | 1 | 1 | 14 | 53 |
| 3    | Brussels Tigers        | .333  | 2 | 1 | 1 | 36 | 26 |
| 4    | Dudelange Dragons      | .000  | 2 | 0 | 2 | 14 | 74 |

## Verdetti
- Lelystad Commanders Vincitori della EFAF Atlantic Cup 2011